# 상무중학교
상무중학교(尙武中學校)는 대한민국 광주광역시 서구 쌍촌동에 위치한 공립 중학교이다.

## 학교 연혁
- 1984년 12월 24일 : 30학급 설립 인가(남·여 공학)
- 1985년 3월 1일 : 초대 강우석 교장 취임
- 1985년 3월 8일 : 개교
- 1986년 3월 : 상무중학교 배구부 창단
- 1988년 2월 10일 : 제1회 졸업식(졸업생 645명)
- 1989년 3월 5일 : 상무중학교 태권도부 창단
- 1999년 3월 1일 : 멀티미디어 정보활용 연구학교 운영(교육부 지정) (2001년 2월 28일까지)
- 2001년 3월 1일 : 안전교육 연구학교 운영(시교육청 지정) (2003년 2월 28일까지)
- 2004년 10월 : 도서관 리모델링
- 2007년 11월 15일 : 급식실 및 강당 준공
- 2022년 3월 1일 : 제17대 박은아 교장 부임
- 2024년 1월 8일 : 제37회 졸업(93명, 총 12,881명)
- 2024년 3월 4일 : 입학(98명)

## 참고 자료
- 상무중학교 - 한국교육학술정보원 학교알리미